# Epicharis morio
Epicharis morio är en biart som beskrevs av Heinrich Friese 1924. Epicharis morio ingår i släktet Epicharis och familjen långtungebin. Inga underarter finns listade i Catalogue of Life.